# باشگاه فوتبال اورتون در اروپا
این مقاله، فهرستی از تمام بازی‌های اروپایی اورتون است. اولین حضور این باشگاه در رقابت‌های اروپایی به فصل ۶۴–۱۹۶۳ از جام باشگاه‌های اروپا برمی‌گردد و آخرین حضور انها‌ در اروپا مسابقات لیگ اروپا ۱۸–۲۰۱۷ بود. تنها قهرمانی آنها در اروپا در فینال ۱۹۸۵ جام در جام اروپا حاصل شد.

## فینال‌های اروپایی
- نتایج اورتون در ابتدا آمده‌است

| سال  | تاریخ | رقابت                 | حریف      | نتیجه (*) | ورزشگاه          | کاپیتان     | سرمربی      |
| ---- | ----- | --------------------- | --------- | --------- | ---------------- | ----------- | ----------- |
| ۱۹۸۵ | مه ۱۵ | جام برندگان جام اروپا | راپید وین | ۳ – ۱     | ده کویپ، روتردام | کوین رتکلیف | هوارد کندال |

## مجموع آمار
تا تاریخ ۲۰ آوریل ۲۰۲۱
| آمار عملکرد در رقابت‌های اروپایی | آمار عملکرد در رقابت‌های اروپایی | آمار عملکرد در رقابت‌های اروپایی | آمار عملکرد در رقابت‌های اروپایی | آمار عملکرد در رقابت‌های اروپایی | آمار عملکرد در رقابت‌های اروپایی | آمار عملکرد در رقابت‌های اروپایی | آمار عملکرد در رقابت‌های اروپایی | آمار عملکرد در رقابت‌های اروپایی |
| رقابت                           | بازی                            | پ.                              | ت.                              | ش.                              | گ.ز.                            | گ.خ.                            | ت.گ.                            | ٪پ.                             |
| رقابت‌های یوفا                   | رقابت‌های یوفا                   | رقابت‌های یوفا                   | رقابت‌های یوفا                   | رقابت‌های یوفا                   | رقابت‌های یوفا                   | رقابت‌های یوفا                   | رقابت‌های یوفا                   | رقابت‌های یوفا                   |
| ------------------------------- | ------------------------------- | ------------------------------- | ------------------------------- | ------------------------------- | ------------------------------- | ------------------------------- | ------------------------------- | ------------------------------- |
| لیگ قهرمانان اروپا              | ۱۰                              | ۲                               | ۵                               | ۳                               | ۱۴                              | ۱۰                              | ۴+                              | ۰۲۰                             |
| لیگ اروپا                       | ۵۲                              | ۲۷                              | ۸                               | ۱۷                              | ۸۷                              | ۶۴                              | ۲۳+                             | ۰۵۲                             |
| جام در جام اروپا                | ۱۷                              | ۱۱                              | ۴                               | ۲                               | ۲۵                              | ۹                               | ۱۶+                             | ۰۶۵                             |
| مجموع                           | ۷۹                              | ۴۰                              | ۱۷                              | ۲۲                              | ۱۲۶                             | ۸۴                              | ۴۲+                             | ۰۵۱                             |
| رقابت‌های غیر-یوفا               |                                 |                                 |                                 |                                 |                                 |                                 |                                 |                                 |
| اینتر-سیتیز فیرز کاپ            | ۱۲                              | ۷                               | ۲                               | ۳                               | ۲۲                              | ۱۵                              | ۷+                              | ۰۵۸                             |
| مجموع                           | ۱۲                              | ۷                               | ۲                               | ۳                               | ۲۲                              | ۱۵                              | ۷+                              | ۰۵۸                             |

منبع: uefa.com

## بازی‌ها
| فهرست بازی‌های اورتون در رقابت‌های یوفا | فهرست بازی‌های اورتون در رقابت‌های یوفا | فهرست بازی‌های اورتون در رقابت‌های یوفا | فهرست بازی‌های اورتون در رقابت‌های یوفا | فهرست بازی‌های اورتون در رقابت‌های یوفا | فهرست بازی‌های اورتون در رقابت‌های یوفا | فهرست بازی‌های اورتون در رقابت‌های یوفا | فهرست بازی‌های اورتون در رقابت‌های یوفا | فهرست بازی‌های اورتون در رقابت‌های یوفا |
| فصل                                   | رقابت                                 | دور                                   | حریف                                  | خانه                                  | خ.ا.خانه                              | مجموع                                 | یادداشت                               | منبع                                  |
| ------------------------------------- | ------------------------------------- | ------------------------------------- | ------------------------------------- | ------------------------------------- | ------------------------------------- | ------------------------------------- | ------------------------------------- | ------------------------------------- |
| ۶۳–۱۹۶۲                               | اینتر-سیتیز فیرز کاپ                  | دور ۱                                 | دانفرملین اتلتیک                      | ۱–۰                                   | ۰–۲                                   | ۱–۲                                   | ---                                   | [ ۳ ]                                 |
| ۶۴–۱۹۶۳                               | جام باشگاه‌های اروپا                   | انتخابی                               | اینترمیلان                            | ۰–۰                                   | ۰–۱                                   | ۰–۱                                   | ---                                   | [ ۴ ]                                 |
| ۶۵–۱۹۶۴                               | اینتر-سیتیز فیرز کاپ                  | دور ۱                                 | وورنیا                                | ۵–۲                                   | ۴–۲                                   | ۹–۴                                   | ---                                   | [ ۵ ]                                 |
| ۶۵–۱۹۶۴                               | اینتر-سیتیز فیرز کاپ                  | دور ۲                                 | کیلمارنک                              | ۴–۱                                   | ۲–۰                                   | ۶–۱                                   | ---                                   | [ ۵ ]                                 |
| ۶۵–۱۹۶۴                               | اینتر-سیتیز فیرز کاپ                  | دور ۳                                 | منچستر یونایتد                        | ۱–۲                                   | ۱–۱                                   | ۲–۳                                   | ---                                   | [ ۵ ]                                 |
| ۶۶–۱۹۶۵                               | اینتر-سیتیز فیرز کاپ                  | دور ۱                                 | نورنبرگ                               | ۱–۰                                   | ۱–۱                                   | ۲–۱                                   | ---                                   | [ ۶ ]                                 |
| ۶۶–۱۹۶۵                               | اینتر-سیتیز فیرز کاپ                  | دور ۲                                 | اویپشت                                | ۲–۱                                   | ۰–۳                                   | ۲–۴                                   | ---                                   | [ ۶ ]                                 |
| ۶۷–۱۹۶۶                               | جام در جام اروپا                      | دور ۱                                 | الپورگ                                | ۲–۱                                   | ۰–۰                                   | ۲–۱                                   | ---                                   | [ ۷ ]                                 |
| ۶۷–۱۹۶۶                               | جام در جام اروپا                      | دور ۲                                 | ساراگوسا                              | ۱–۰                                   | ۰–۲                                   | ۱–۲                                   | ---                                   | [ ۷ ]                                 |
| ۷۱–۱۹۷۰                               | جام باشگاه‌های اروپا                   | دور ۱                                 | کفلاویک                               | ۶–۲                                   | ۳–۰                                   | ۹–۲                                   | ---                                   | [ ۸ ]                                 |
| ۷۱–۱۹۷۰                               | جام باشگاه‌های اروپا                   | دور ۲                                 | بروسیا مونشنگلادباخ                   | ۱–۱                                   | ۱–۱                                   | ۲–۲                                   | ۴–۳ پ.                                | [ ۸ ]                                 |
| ۷۱–۱۹۷۰                               | جام باشگاه‌های اروپا                   | م. ۱/۴                                | پاناتینایکوس                          | ۱–۱                                   | ۰–۰                                   | ۱–۱                                   | گل در خ. حریف                         | [ ۸ ]                                 |
| ۷۶–۱۹۷۵                               | جام یوفا                              | دور ۱                                 | میلان                                 | ۰–۰                                   | ۰–۱                                   | ۰–۱                                   | ---                                   | [ ۹ ]                                 |
| ۷۹–۱۹۷۸                               | جام یوفا                              | دور ۱                                 | فین هارپس                             | ۵–۰                                   | ۵–۰                                   | ۱۰–۰                                  | ---                                   | [ ۱۰ ]                                |
| ۷۹–۱۹۷۸                               | جام یوفا                              | دور ۲                                 | دوکلا پراها                           | ۲–۱                                   | ۰–۱                                   | ۲–۲                                   | گل در خ. حریف                         | [ ۱۰ ]                                |
| ۸۰–۱۹۷۹                               | جام یوفا                              | دور ۱                                 | فینورت                                | ۰–۱                                   | ۰–۱                                   | ۰–۲                                   | ---                                   | [ ۱۱ ]                                |
| ۸۵–۱۹۸۴                               | جام در جام اروپا                      | دور ۱                                 | کالج دوبلین                           | ۱–۰                                   | ۰–۰                                   | ۱–۰                                   | ---                                   | [ ۱۲ ]                                |
| ۸۵–۱۹۸۴                               | جام در جام اروپا                      | دور ۲                                 | اینتر براتیسلاوا                      | ۱–۰                                   | ۳–۰                                   | ۴–۰                                   | ---                                   | [ ۱۲ ]                                |
| ۸۵–۱۹۸۴                               | جام در جام اروپا                      | م. ۱/۴                                | فورتینا سیتارت                        | ۳–۰                                   | ۲–۰                                   | ۵–۰                                   | ---                                   | [ ۱۲ ]                                |
| ۸۵–۱۹۸۴                               | جام در جام اروپا                      | ن.نهایی                               | بایرن مونیخ                           | ۳–۱                                   | ۰–۰                                   | ۳–۱                                   | ---                                   | [ ۱۲ ]                                |
| ۸۵–۱۹۸۴                               | جام در جام اروپا                      | فینال                                 | راپید وین                             | ۳–۱                                   | ۳–۱                                   | ۳–۱                                   | ---                                   | [ ۱۲ ]                                |
| ۹۶–۱۹۹۵                               | جام در جام اروپا                      | دور ۱                                 | ریکیویک                               | ۳–۱                                   | ۳–۲                                   | ۶–۳                                   | ---                                   | [ ۱۳ ]                                |
| ۹۶–۱۹۹۵                               | جام در جام اروپا                      | دور ۲                                 | فینورت                                | ۰–۰                                   | ۰–۱                                   | ۰–۱                                   | ---                                   | [ ۱۳ ]                                |
| ۰۶–۲۰۰۵                               | لیگ قهرمانان اروپا                    | دور ۳ ان.                             | ویارئال                               | ۱–۲                                   | ۱–۲                                   | ۲–۴                                   | ---                                   | [ ۱۴ ]                                |
| ۰۶–۲۰۰۵                               | جام یوفا                              | دور ۱                                 | دینامو بوکورشت                        | ۱–۰                                   | ۱–۵                                   | ۲–۵                                   | ---                                   | [ ۱۵ ]                                |
| ۰۸–۲۰۰۷                               | جام یوفا                              | دور ۱                                 | متالیست خارکیف                        | ۱–۱                                   | ۳–۲                                   | ۴–۳                                   | ---                                   | [ ۱۶ ]                                |
| ۰۸–۲۰۰۷                               | جام یوفا                              | گروه A                                | نورنبرگ                               | ---                                   | ۲–۰                                   | اول                                   | ---                                   | [ ۱۶ ]                                |
| ۰۸–۲۰۰۷                               | جام یوفا                              | گروه A                                | زنیت سنت پترزبورگ                     | ۱–۰                                   | ---                                   | اول                                   | ---                                   | [ ۱۶ ]                                |
| ۰۸–۲۰۰۷                               | جام یوفا                              | گروه A                                | الکمار                                | ---                                   | ۳–۲                                   | اول                                   | ---                                   | [ ۱۶ ]                                |
| ۰۸–۲۰۰۷                               | جام یوفا                              | گروه A                                | لاریسا                                | ۳–۱                                   | ---                                   | اول                                   | ---                                   | [ ۱۶ ]                                |
| ۰۸–۲۰۰۷                               | جام یوفا                              | م. ۱/۱۶                               | بران                                  | ۶–۱                                   | ۲–۰                                   | ۸–۱                                   | ---                                   | [ ۱۶ ]                                |
| ۰۸–۲۰۰۷                               | جام یوفا                              | م. ۱/۸                                | فیورنتینا                             | ۲–۰                                   | ۰–۲                                   | ۲–۲                                   | ۲–۴ پ.                                | [ ۱۶ ]                                |
| ۰۹–۲۰۰۸                               | جام یوفا                              | دور ۱                                 | استاندارد لیژ                         | ۲–۲                                   | ۱–۲                                   | ۳–۴                                   | ---                                   | [ ۱۷ ]                                |
| ۱۰–۲۰۰۹                               | لیگ اروپا                             | پلی‌آف                                 | سیگما اولوموتس                        | ۴–۰                                   | ۱–۱                                   | ۵–۱                                   | ---                                   | [ ۱۸ ]                                |
| ۱۰–۲۰۰۹                               | لیگ اروپا                             | گروه I                                | بنفیکا                                | ۰–۲                                   | ۰–۵                                   | دوم                                   | ---                                   | [ ۱۸ ]                                |
| ۱۰–۲۰۰۹                               | لیگ اروپا                             | گروه I                                | باته بوریسف                           | ۰–۱                                   | ۲–۱                                   | دوم                                   | ---                                   | [ ۱۸ ]                                |
| ۱۰–۲۰۰۹                               | لیگ اروپا                             | گروه I                                | آ.ا.ک آتن                             | ۴–۰                                   | ۱–۰                                   | دوم                                   | ---                                   | [ ۱۸ ]                                |
| ۱۰–۲۰۰۹                               | لیگ اروپا                             | م. ۱/۱۶                               | اسپورتینگ                             | ۲–۱                                   | ۰–۳                                   | ۲–۴                                   | ---                                   | [ ۱۸ ]                                |
| ۱۵–۲۰۱۴                               | لیگ اروپا                             | گروه H                                | وولفسبورگ                             | ۴–۱                                   | ۲–۰                                   | اول                                   | ---                                   | [ ۱۹ ]                                |
| ۱۵–۲۰۱۴                               | لیگ اروپا                             | گروه H                                | کراسنودار                             | ۰–۱                                   | ۱–۱                                   | اول                                   | ---                                   | [ ۱۹ ]                                |
| ۱۵–۲۰۱۴                               | لیگ اروپا                             | گروه H                                | لیل                                   | ۳–۰                                   | ۰–۰                                   | اول                                   | ---                                   | [ ۱۹ ]                                |
| ۱۵–۲۰۱۴                               | لیگ اروپا                             | م. ۱/۱۶                               | یانگ بویز                             | ۳–۱                                   | ۴–۱                                   | ۷–۲                                   | ---                                   | [ ۱۹ ]                                |
| ۱۵–۲۰۱۴                               | لیگ اروپا                             | م. ۱/۸                                | دینامو کیف                            | ۲–۱                                   | ۲–۵                                   | ۴–۶                                   | ---                                   | [ ۱۹ ]                                |
| ۱۸–۲۰۱۷                               | لیگ اروپا                             | دور ۳ مقد.                            | روژمبروک                              | ۱–۰                                   | ۱–۰                                   | ۲–۰                                   | ---                                   | [ ۲۰ ]                                |
| ۱۸–۲۰۱۷                               | لیگ اروپا                             | پلی‌آف                                 | هایدوک اسپلیت                         | ۲–۰                                   | ۱–۱                                   | ۳–۱                                   | ---                                   | [ ۲۰ ]                                |
| ۱۸–۲۰۱۷                               | لیگ اروپا                             | گروه E                                | آتالانتا                              | ۱–۵                                   | ۰–۳                                   | سوم                                   | ---                                   | [ ۲۰ ]                                |
| ۱۸–۲۰۱۷                               | لیگ اروپا                             | گروه E                                | آپولون لیماسول                        | ۲–۲                                   | ۳–۰                                   | سوم                                   | ---                                   | [ ۲۰ ]                                |
| ۱۸–۲۰۱۷                               | لیگ اروپا                             | گروه E                                | لیون                                  | ۱–۲                                   | ۰–۳                                   | سوم                                   | ---                                   | [ ۲۰ ]                                |

### برپایه کشور
| کشور    | بازی | پ. | ت. | ش. | گ.ز. | گ.خ. | ت.گ. |
| ------- | ---- | -- | -- | -- | ---- | ---- | ---- |
| اتریش   | ۱    | ۱  | ۰  | ۰  | ۳    | ۱    | +۲   |
| بلاروس  | ۲    | ۱  | ۰  | ۱  | ۲    | ۲    | ۰    |
| بلژیک   | ۲    | ۰  | ۱  | ۱  | ۳    | ۴    | −۱   |
| کرواسی  | ۲    | ۱  | ۱  | ۰  | ۳    | ۱    | +۲   |
| قبرس    | ۲    | ۱  | ۱  | ۰  | ۵    | ۲    | +۳   |
| چک      | ۴    | ۲  | ۱  | ۱  | ۷    | ۳    | +۴   |
| دانمارک | ۲    | ۱  | ۱  | ۰  | ۲    | ۱    | +۱   |
| فرانسه  | ۴    | ۱  | ۱  | ۲  | ۴    | ۵    | −۱   |
| آلمان   | ۷    | ۴  | ۳  | ۰  | ۱۳   | ۴    | +۹   |
| یونان   | ۵    | ۳  | ۲  | ۰  | ۹    | ۲    | +۷   |
| ایسلند  | ۴    | ۴  | ۰  | ۰  | ۱۵   | ۵    | +۱۰  |
| ایرلند  | ۴    | ۳  | ۱  | ۰  | ۱۱   | ۰    | +۱۱  |
| ایتالیا | ۸    | ۱  | ۲  | ۵  | ۳    | ۱۲   | −۹   |
| هلند    | ۷    | ۳  | ۱  | ۳  | ۸    | ۵    | +۳   |
| نروژ    | ۲    | ۲  | ۰  | ۰  | ۸    | ۱    | +۷   |
| پرتغال  | ۴    | ۱  | ۰  | ۳  | ۲    | ۱۱   | −۹   |
| رومانی  | ۲    | ۱  | ۰  | ۱  | ۲    | ۵    | −۳   |
| روسیه   | ۳    | ۱  | ۱  | ۱  | ۲    | ۲    | ۰    |
| اسلواکی | ۴    | ۴  | ۰  | ۰  | ۶    | ۰    | +۶   |
| اسپانیا | ۴    | ۱  | ۰  | ۳  | ۳    | ۶    | −۳   |
| سوئیس   | ۲    | ۲  | ۰  | ۰  | ۷    | ۲    | +۵   |
| اوکراین | ۴    | ۲  | ۱  | ۱  | ۸    | ۹    | −۱   |

| کشور     | بازی | پ. | ت. | ش. | گ.ز. | گ.خ. | ت.گ. |
| -------- | ---- | -- | -- | -- | ---- | ---- | ---- |
| انگلستان | ۲    | ۰  | ۱  | ۱  | ۲    | ۳    | −۱   |
| آلمان    | ۲    | ۱  | ۱  | ۰  | ۲    | ۱    | +۱   |
| مجارستان | ۲    | ۱  | ۰  | ۱  | ۲    | ۴    | −۲   |
| نروژ     | ۲    | ۲  | ۰  | ۰  | ۹    | ۴    | +۵   |
| اسکاتلند | ۴    | ۳  | ۰  | ۱  | ۷    | ۳    | +۴   |